# Aeroportul Kaltag
Aeroportul Kaltag (IATA: KAL, ICAO: PAKV, FAA LID: KAL) este un aeroport din Alaska, Statele Unite ale Americii ce deservește zona Kaltag⁠(d). Aeroportul a fost tranzitat în 2019 de 3.758 de pasageri. A fost numit după zona deservită.
Situat la o altitudine de 55 m, aeroportul dispune de 1 pistă. Este operat de Alaska Department of Transportation & Public Facilities⁠(d).

## Infrastructură

### Piste
Aeroportul dispune de o singură pistă. Pista 03/21 are suprafața de pietriș și dimensiunile 3.986 picioare × 100 picioare. 